# Mühle von Collioure

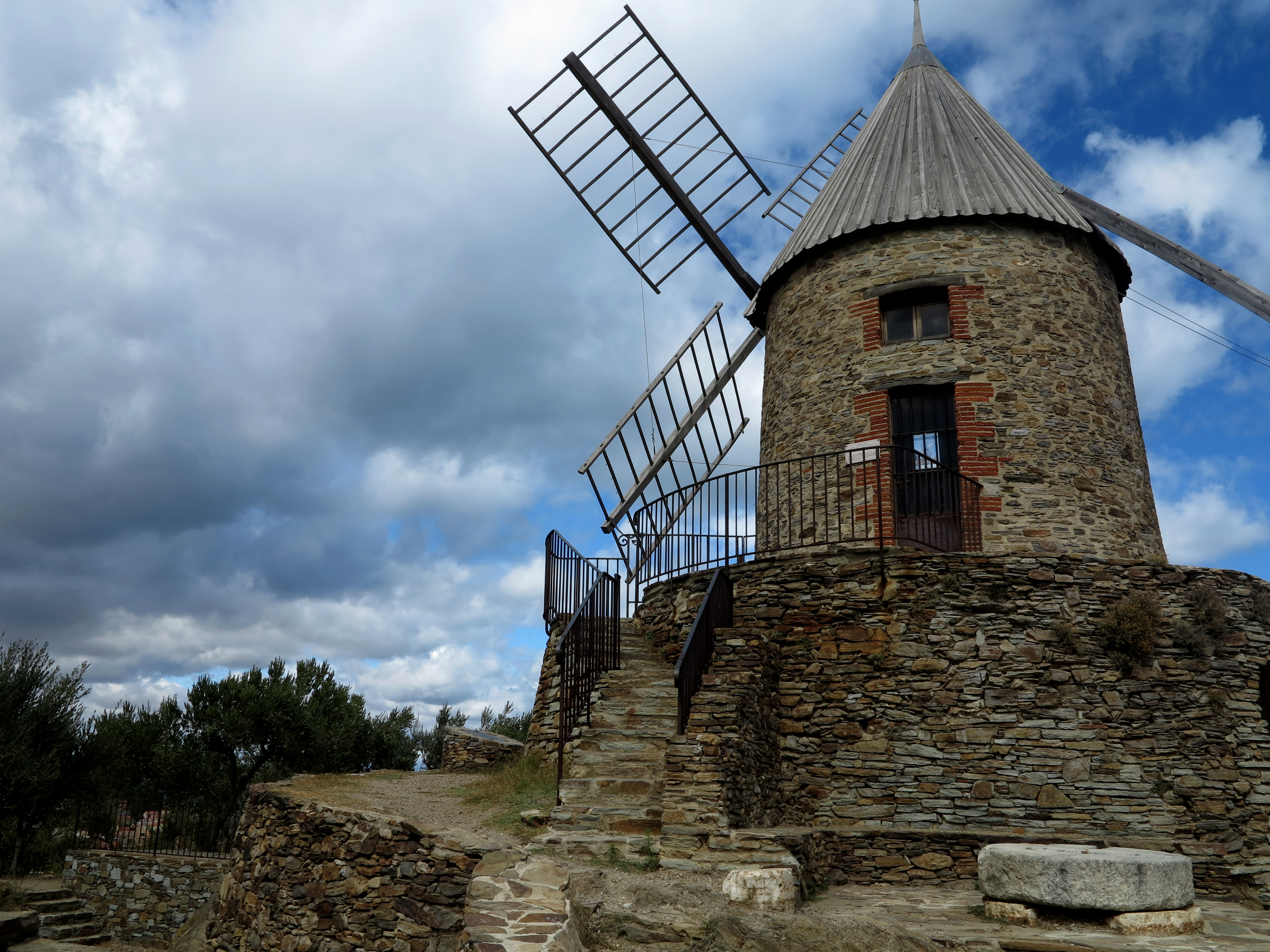
Windmühle von Collioure, rechts ist der Steert zum Drehen der Haube erkennbar

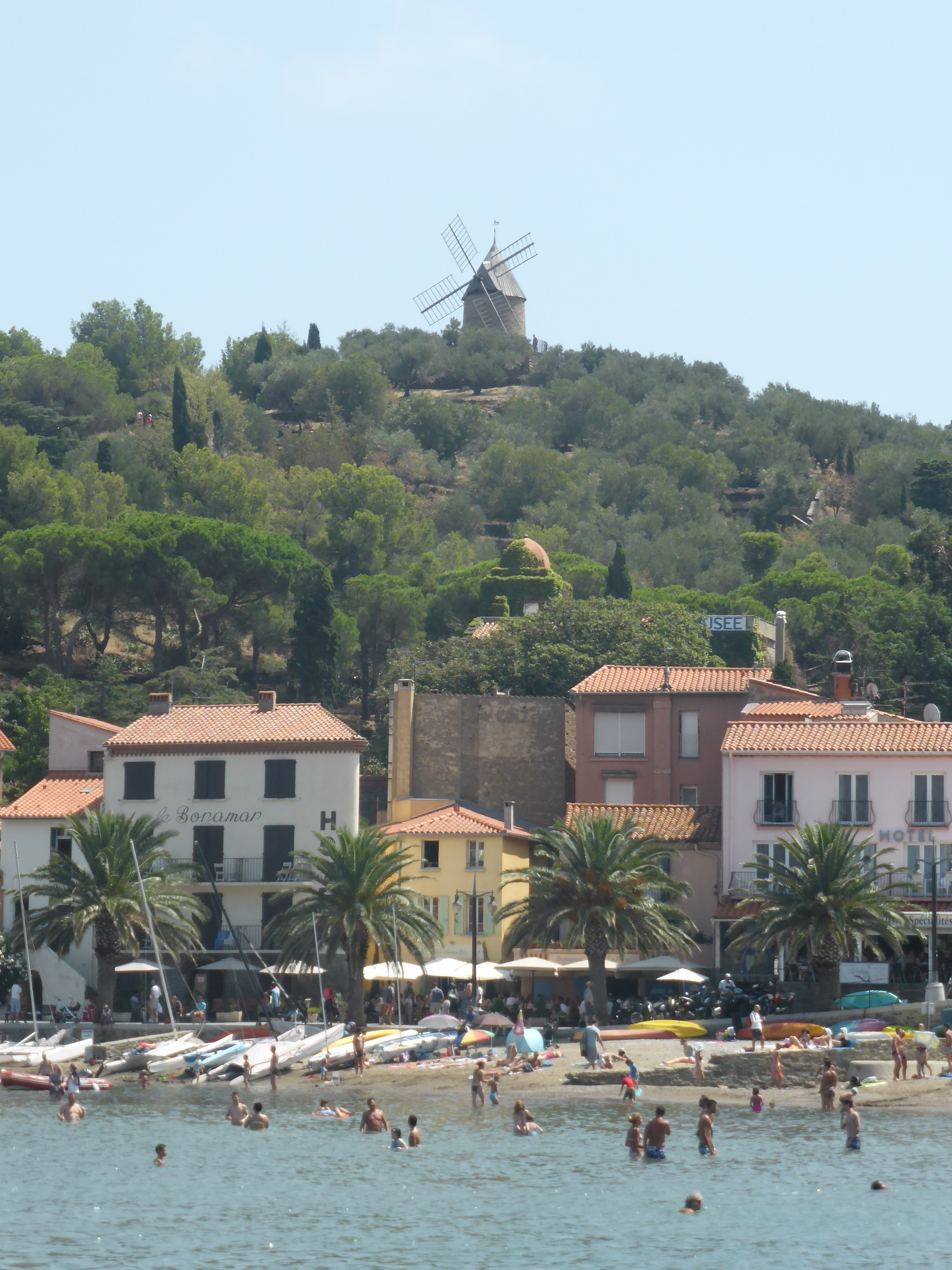
Lage oberhalb der Stadt

Die Windmühle von Collioure, die auch unter dem Namen französisch Le Moulin de la Cortina ‚die Mühle der Cortina‘ bekannt ist, ist heute eine Ölmühle, die sich am südöstlichen Rand von Collioure auf einem Plateau oberhalb des heutigen Museumsparks befindet. Die zuerst 1337 erwähnte ursprüngliche Kornmühle kann nach ihrer Restaurierung 2001 die Herstellung von Olivenöl vorführen. Sie ist umgeben von einem terrassierten Olivenhain und ist eine Touristenattraktion der Stadt. Betreut wird sie von dem Verein Association des amis du moulin.

## Geschichte
Zuerst erwähnt wurde eine Kornmühle bei Collioure in einem Dokument vom 11. Februar 1337, in dem Raymond de Toulouse, Amtsanwalt des Königs von Mallorca, zu dem damals Collioure und seine Umgebung gehörte, ein Stück Land mit dem Namen Cortines einem Jacques Ermengald zum Bau und Betrieb einer Kornmühle überließ. Bei dieser Mühle handelt es sich wahrscheinlich um die erste in Nordkatalonien. Ob sie damals genau an der gleichen Stelle wie die heutige Mühle stand, ist unsicher. In Betrieb war die Mühle bis ins 19. Jahrhundert und verfiel danach.
Der Turm der Mühle wurde im Jahr 1340 errichtet. Für die Jahre 1420 und 1440 werden zwei Müller in der Gemeinde Collioure verzeichnet. Noch im Jahr 1758 gab es die Getreidemühle eines Guillaume Siné, d’Argelès, um das Jahr 1828 wird eine weitere Windmühle unter der Bezeichnung „Courtine“ erwähnt, die von Estienne Estana an Simeon Py kam und anschließend von 1833 bis 1895 Philippe Thibault gehörte. Als weitere Besitzerin wird die Witwe Clara Joseph (geborene Bouisset) mit ihren Söhnen benannt. Neben dieser Mühle gab es in den Jahren 1842 bis 1864 noch zwei Ölmühlen, die jedoch nicht mehr erhalten sind.
Von der ersten Windmühle blieben nur die Außenmauern des massiv gebauten Turms zum großen Teil erhalten. Als das Grundstück an die Gemeinde Collioure fiel, wurde die Mühle bis 2001 durch den Mühlenbauer Bernard Garibal mit öffentlichen Mitteln und Spenden funktionsfähig rekonstruiert. Sie entspricht allerdings nicht den heutigen Vorschriften für Lebensmittelhygiene. Betreut wird die Mühle von dem Verein Association des amis du moulin, der die Sehenswürdigkeit für touristische Zwecke betreibt.

## Beschreibung
Bei der Mühle handelt es sich um eine Turmwindmühle mit drehbarer Haube. Im Fuß des Turms befindet sich ein Maultierstall sowie ein Kellerraum. Die Windkraftübertragung erfolgt über eine horizontal verlaufende Flügelwelle, einem Kammrad und einem in einem rechten Winkel dazu stehenden Stockrad auf die senkrechte Königswelle. Diese treibt über ein Stirnrad und einem weiteren Stockrad den langsam laufenden Kollergang zum Quetschen der Oliven an. Ein senkrecht stehender Mühlstein aus Granit rotiert auf einem ebenfalls aus Granit bestehenden waagerechten festen Mühlstein mit einem hölzernen Trichter. Die im Kollergang erzeugte musartige Masse aus Oliven und ihren Kernen wird dann in einem zweiten Arbeitsgang in einer hölzernen zerlegbaren Handpresse zu einer flüssigen Masse aus Wasser und Öl gepresst. Öl und Wasser trennen sich nach einer Ruhezeit. In der Mühle von Collioure können aus 10 kg Oliven etwa 1,5 Liter natives Olivenöl gewonnen werden.